# Odder
Odder és una ciutat danesa de l'est de la península de Jutlàndia, és la capital del municipi d'Odder que forma part de la regió de Midtjylland, ambdós creats l'1 de gener del 2007 com a part d'una reforma territorial. La ciutat també forma part de la Regió metropolitana de l'est de Jutlàndia, és a 22 km d'Århus, a 18 km de 
Skanderborg i a 28 km de Horsens.
L'església d'Odder, d'estil romànic, data de mitjans del segle xii i està construïda amb carreus de pedra. A finals del període gòtic es va afegir el sostre de voltes i la torre, construïda amb maons.

## Personatges il·lustres
- Niels Fredborg (n. 1946), ciclista

## Imatges

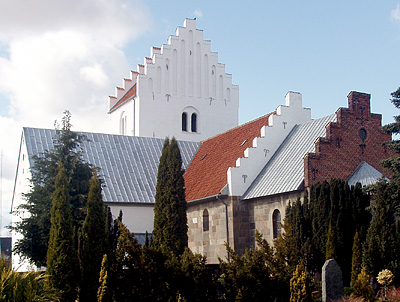
Església romànica
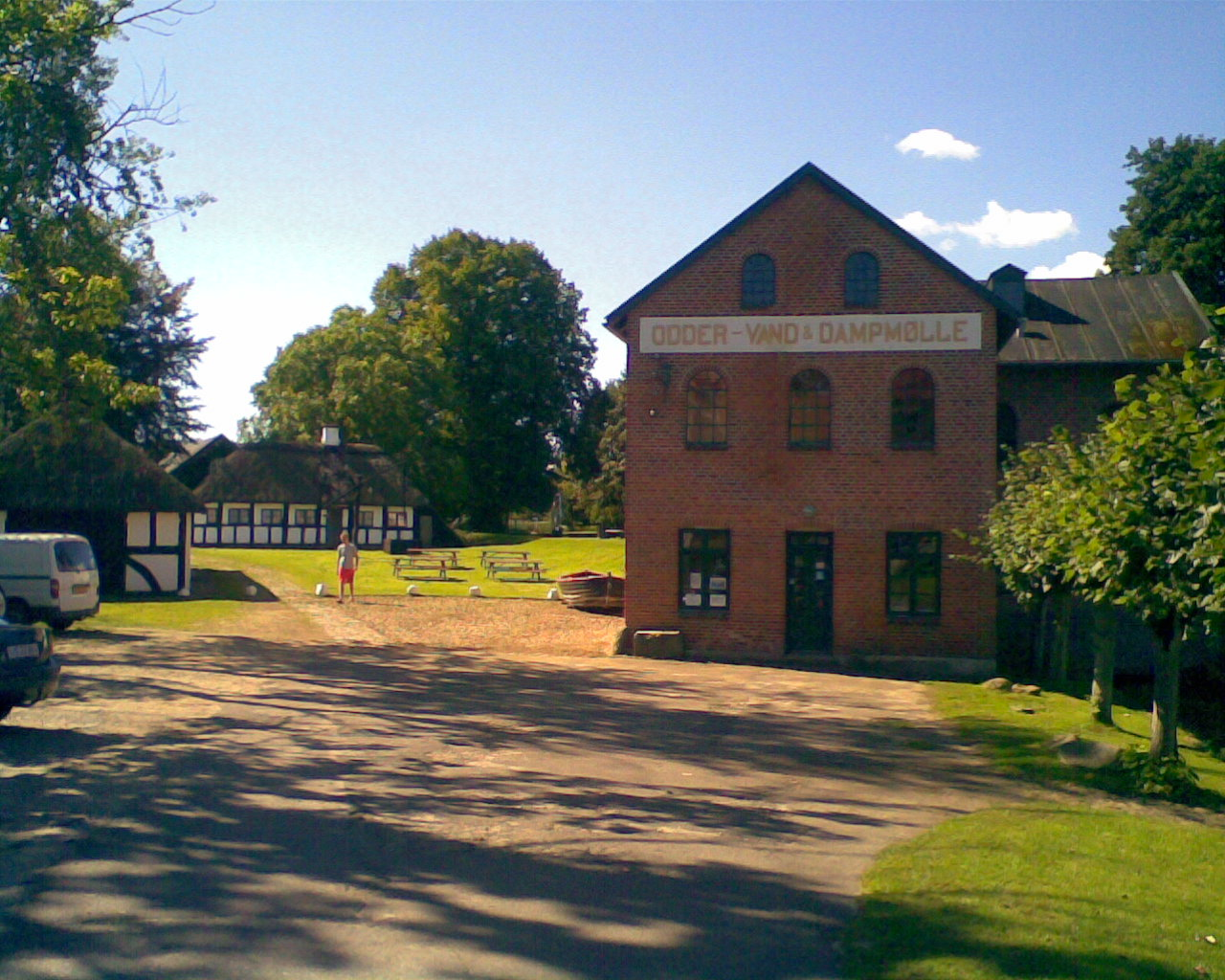
Museu d'Odder
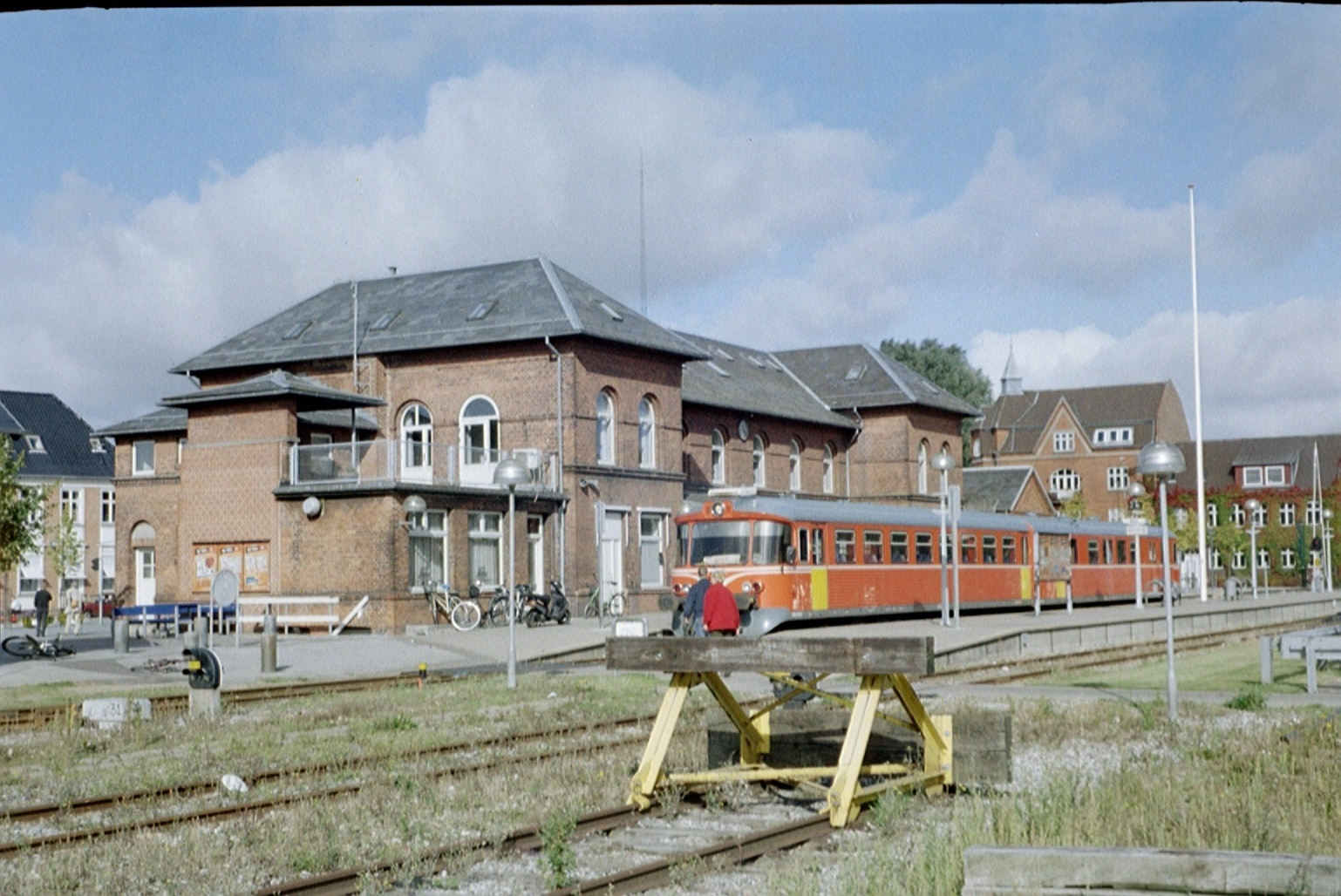
Estació de ferrocarril
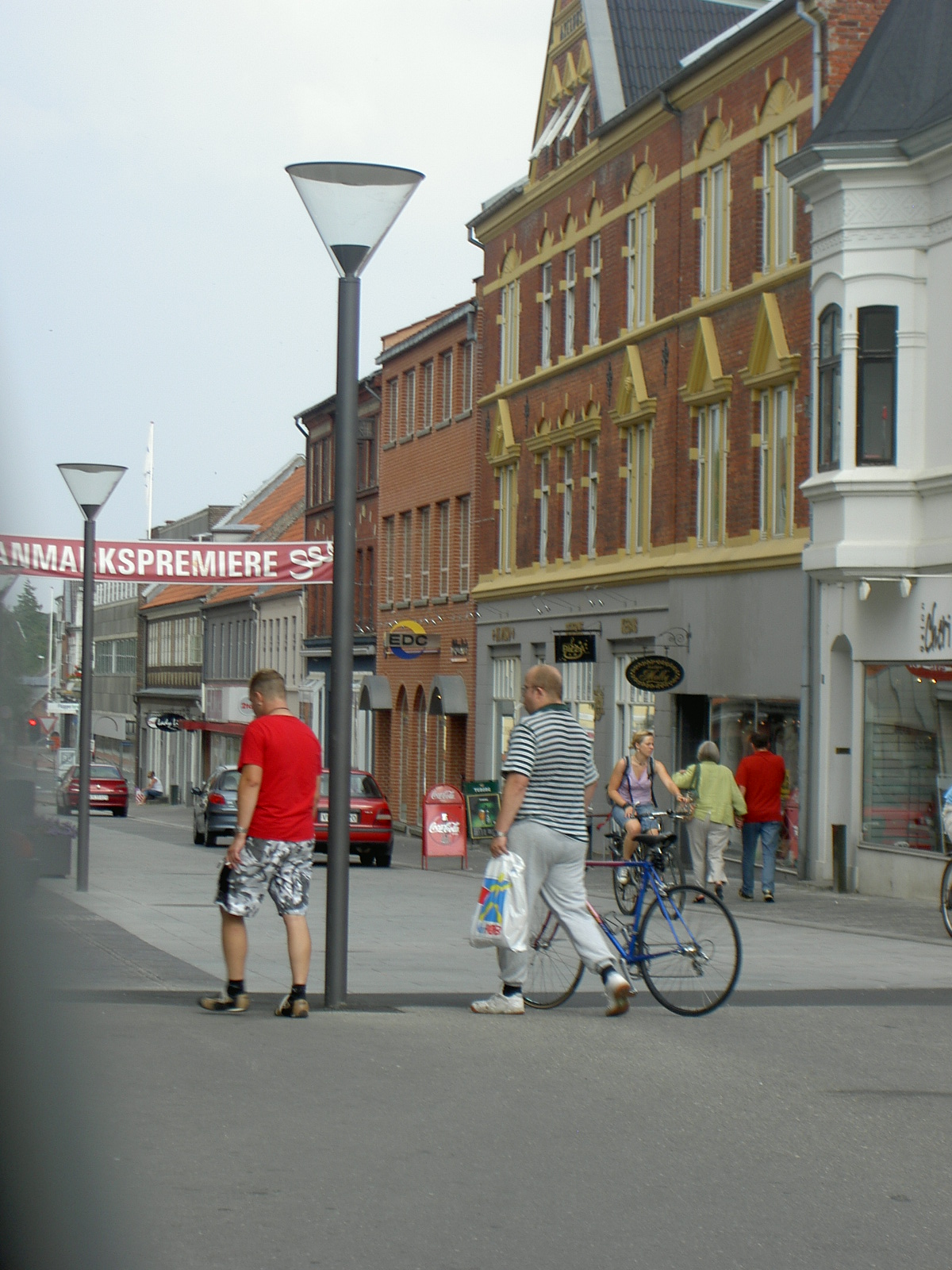
Un carrer